# Serie Radeon X1000
El R520 (nombre en código Fudo) es una unidad de procesamiento de gráficos (GPU) desarrollada por ATI Technologies y producida por TSMC. Fue la primera GPU producida mediante un proceso de fotolitografía de 90 nm.
El R520 es la base para una línea de tarjetas de video DirectX 9.0c y OpenGL 2.0 3D acelerador X1000. Es la primera revisión arquitectónica importante de ATI desde la R300 y está altamente optimizada para Shader Model 3.0. La serie Radeon X1000 que utiliza el núcleo se presentó el 5 de octubre de 2005 y compitió principalmente contra la serie GeForce 7000 de Nvidia. ATI lanzó el sucesor de la serie R500 con la serie R600 el 14 de mayo de 2007.
ATI no brinda soporte oficial para ninguna tarjeta de la serie X1000 para Windows 8 o Windows 10; el último AMD Catalyst para esta generación es el 10.2 desde 2010 hasta Windows 7. AMD dejó de proporcionar controladores para Windows 7 para esta serie en 2015.
Una serie de controladores Radeon de código abierto están disponibles cuando se utiliza una distribución de Linux.
Las mismas GPU también se encuentran en algunos productos AMD FireMV destinados a configuraciones de varios monitores.

## Retraso durante el desarrollo
Las tarjetas de video Radeon X1800 que incluían una R520 se lanzaron con un retraso de varios meses porque los ingenieros de ATI descubrieron un error dentro de la GPU en una etapa muy avanzada de desarrollo. Este error, causado por una biblioteca de diseño de chip de 90 nm de terceros defectuosa, obstaculizaba en gran medida el aumento de la velocidad del reloj, por lo que tuvieron que "volver a girar" el chip para otra revisión (se tuvo que enviar un nuevo GDSII a TSMC). El problema había sido casi aleatorio en la forma en que afectaba a los prototipos de chips, lo que dificultaba su identificación.

## Arquitectura
ATI se refiere a la arquitectura R520 como un "procesador de despacho ultrasubproceso", que se refiere al plan de ATI para aumentar la eficiencia de su GPU, en lugar de ir con un aumento de fuerza bruta en la cantidad de unidades de procesamiento. Una "unidad de envío" de sombreador de píxeles central divide los sombreadores en subprocesos (lotes) de 16 píxeles (4 × 4) y puede rastrear y distribuir hasta 128 subprocesos por píxel "cuádruple" (4 canalizaciones cada uno). Cuando un quad de shaders queda inactivo debido a la finalización de una tarea o a la espera de otros datos, el motor de despacho asigna al quad otra tarea mientras tanto. El resultado general es teóricamente una mayor utilización de las unidades de sombreado. Con una gran cantidad de subprocesos por cuádruple, ATI creó una matriz de registro de procesador muy grande que es capaz de realizar múltiples lecturas y escrituras simultáneas, y tiene una conexión de gran ancho de banda para cada matriz de shaders, lo que proporciona el almacenamiento temporal necesario para mantener las canalizaciones alimentadas por tener trabajo disponible tanto como sea posible. Con chips como RV530 y R580, donde la cantidad de unidades de sombreado por canalización se triplica, la eficiencia del sombreado de píxeles se reduce ligeramente porque estos sombreadores aún tienen el mismo nivel de recursos de subprocesamiento que los menos dotados RV515 y R520.
El siguiente cambio importante en el núcleo es su bus de memoria. R420 y R300 tenían diseños de controlador de memoria casi idénticos, siendo el primero una versión con corrección de errores diseñada para velocidades de reloj más altas. El bus de memoria del R520 difiere con su controlador central (árbitro) que se conecta a los "clientes de memoria". Alrededor del chip hay dos buses de anillo de 256 bits que funcionan a la misma velocidad que los chips DRAM, pero en direcciones opuestas para reducir la latencia. A lo largo de estos buses de anillo hay cuatro puntos de "parada" donde los datos salen del anillo y entran o salen de los chips de memoria. Hay una quinta parada, significativamente menos compleja, que está diseñada para la interfaz PCI Express y la entrada de video. Este diseño permite que los accesos a la memoria sean más rápidos aunque con menor latencia debido a la menor distancia que las señales necesitan para moverse a través de la GPU y al aumentar la cantidad de bancos por DRAM. El chip puede distribuir las solicitudes de memoria más rápido y más directamente a los chips de RAM. ATI reclamó una mejora del 40% en la eficiencia con respecto a los diseños anteriores. Los núcleos más pequeños como RV515 y RV530 recibieron recortes debido a sus diseños más pequeños y menos costosos. RV530, por ejemplo, tiene dos buses internos de 128 bits. Esta generación tiene soporte para todos los tipos de memoria recientes, incluido GDDR4. Además de un bus de anillo, cada canal de memoria tiene la granularidad de 32 bits, lo que mejora la eficiencia de la memoria cuando se realizan solicitudes de memoria pequeñas.
Los motores de sombreado de vértices ya tenían la precisión FP32 requerida en los productos más antiguos de ATI. Los cambios necesarios para SM3.0 incluyeron longitudes de instrucción más largas, instrucciones de control de flujo dinámico, con ramas, bucles y subrutinas y un espacio de registro temporal más grande. Los motores de sombreado de píxeles son en realidad bastante similares en el diseño computacional a sus contrapartes R420, aunque fueron muy optimizados y ajustados para alcanzar altas velocidades de reloj en el proceso de 90 nm ATI ha estado trabajando durante años en un compilador de sombreadores de alto rendimiento en su controlador para su hardware más antiguo, por lo que quedarse con un diseño básico similar que sea compatible ofreció ahorros obvios en costos y tiempo.
Al final de la canalización, los procesadores de direccionamiento de texturas se desacoplan de los sombreadores de píxeles, por lo que las unidades de texturización no utilizadas se pueden asignar dinámicamente a los píxeles que necesitan más capas de textura. Otras mejoras incluyen compatibilidad con texturas de 4096x4096 y la compresión de mapas normales 3Dc de ATI experimentó una mejora en la relación de compresión para situaciones más específicas.
La familia R5xx introdujo un motor de video en movimiento integrado más avanzado. Al igual que las tarjetas Radeon desde la R100, la R5xx puede descargar casi todo el canal de video MPEG-1/2. El R5xx también puede ayudar en la decodificación de Microsoft WMV9/VC-1 y MPEG H.264/AVC, mediante una combinación de unidades de sombreado de 3D/pipeline y el motor de video en movimiento. Los puntos de referencia muestran solo una disminución modesta en la utilización de la CPU para la reproducción de VC-1 y H.264.
En el lanzamiento, se lanzó una selección de programas de demostración 3D en tiempo real. El desarrollo de ATI de su "superestrella digital", Ruby, continuó con una nueva demostración llamada The Assassin. Mostró un entorno muy complejo, con iluminación de alto rango dinámico (HDR) y sombras suaves y dinámicas. El último programa competidor de Ruby, Cyn, estaba compuesto por 120.000 polígonos.
Las tarjetas admiten salida DVI de doble enlace y HDCP. Sin embargo, el uso de HDCP requiere la instalación de una ROM externa, que no estaba disponible para los primeros modelos de tarjetas de video. Los núcleos RV515, RV530 y RV535 incluyen un enlace DVI simple y doble; Los núcleos R520, RV560, RV570, R580, R580+ incluyen dos enlaces DVI dobles.
AMD lanzó el documento final de aceleración Radeon R5xx.

## Controladores
La última versión de AMD Catalyst que admite oficialmente esta serie es la 10.2, versión del controlador de pantalla 8.702.

## Variantes

### Serie X1300–X1550

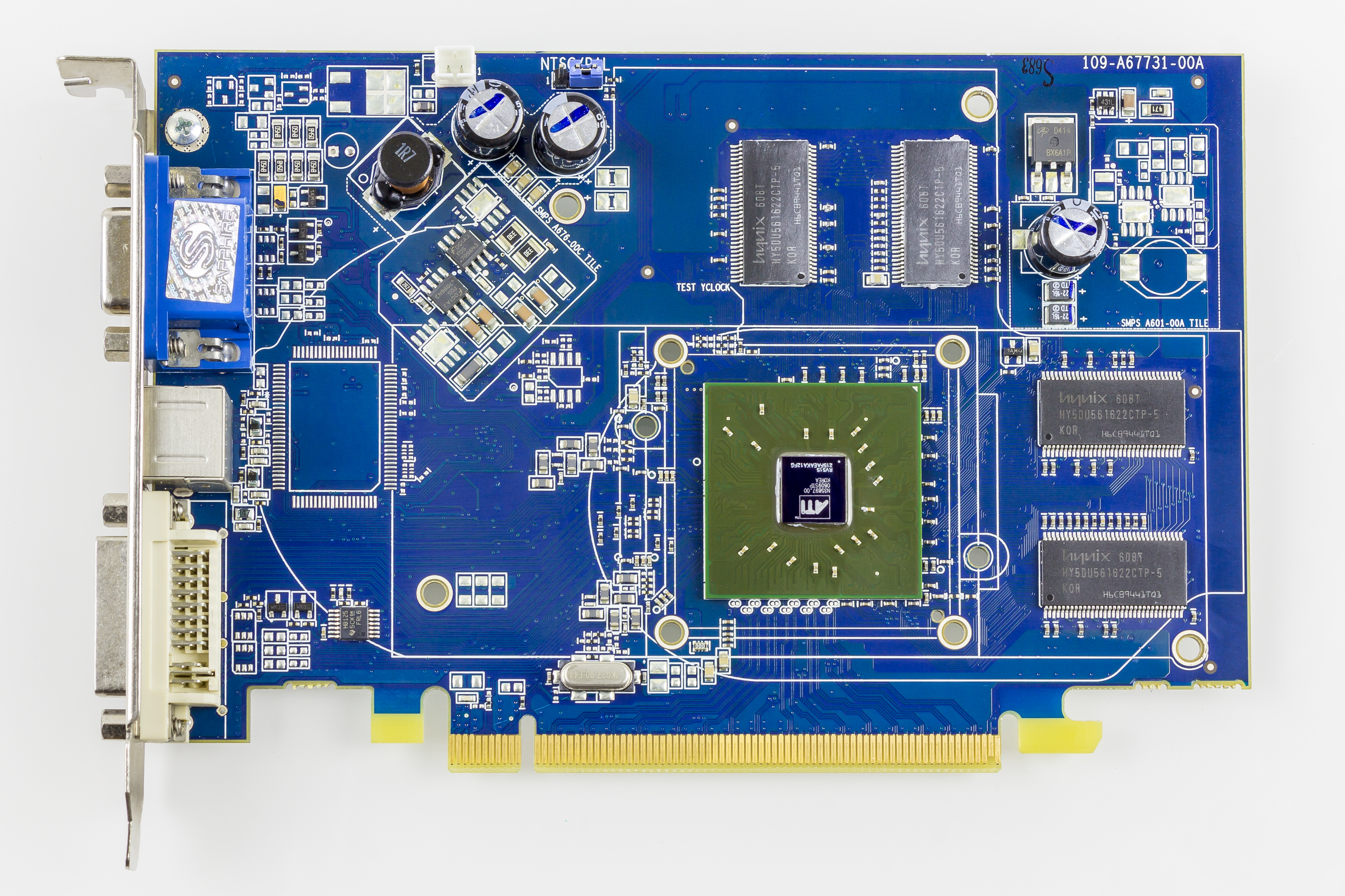
X1300 con GPU RV515 (disipador de calor removido)

Esta serie es la solución económica de la serie X1000 y se basa en el núcleo RV515. Los chips tienen cuatro unidades de textura, cuatro ROP, cuatro sombreadores de píxeles y 2 sombreadores de vértices, similares a las antiguas tarjetas X300 – X600. Estos chips usan un quad de un R520, mientras que las placas más rápidas usan solo más de estos quads; por ejemplo, el X1800 usa cuatro quads. Este diseño modular permite que ATI construya una línea "de arriba a abajo" usando tecnología idéntica, ahorrando investigación, tiempo de desarrollo y dinero. Debido a su diseño más pequeño, estas tarjetas ofrecen menores demandas de energía (30 vatios), por lo que funcionan a menor temperatura y se pueden usar en estuches más pequeños. Finalmente, ATI creó la X1550 y descontinuó la X1300. El X1050 se basó en el núcleo R300 y se vendió como una pieza de presupuesto ultrabajo.
Las primeras Mobility Radeon X1300 a X1450 también se basan en el núcleo RV515.
A partir de 2006, los productos Radeon X1300 y X1550 se cambiaron al núcleo RV505, que tenía capacidades y características similares al núcleo RV515 anterior, pero fue fabricado por TSMC usando un proceso de 80 nm (reducido del proceso de 90 nm del RV515).

### Serie X1600
X1600 utiliza el núcleo M56 que se basa en el núcleo RV530, un núcleo similar pero distinto del RV515.
El RV530 tiene una proporción de sombreadores de píxeles a unidades de textura de 3:1. Posee 12 sombreadores de píxeles mientras conserva las cuatro unidades de textura y cuatro ROP de RV515. También gana tres sombreadores de vértices adicionales, lo que eleva el total a 5 unidades. El "quad" único del chip tiene 3 procesadores de sombreado de píxeles por tubería, similar al diseño de los 4 quads del R580. Esto significa que el RV530 tiene la misma capacidad de texturizado que el X1300 a la misma velocidad de reloj, pero con sus sombreadores de 12 píxeles está a la par con el X1800 en rendimiento computacional de sombreado. Debido al contenido de programación de los juegos disponibles, la X1600 se ve obstaculizada en gran medida por la falta de potencia de texturizado.
La X1600 se posicionó para reemplazar a Radeon X600 y Radeon X700 como la GPU de gama media de ATI. Las Mobility Radeon X1600 y X1700 también se basan en la RV530.

### Serie X1650

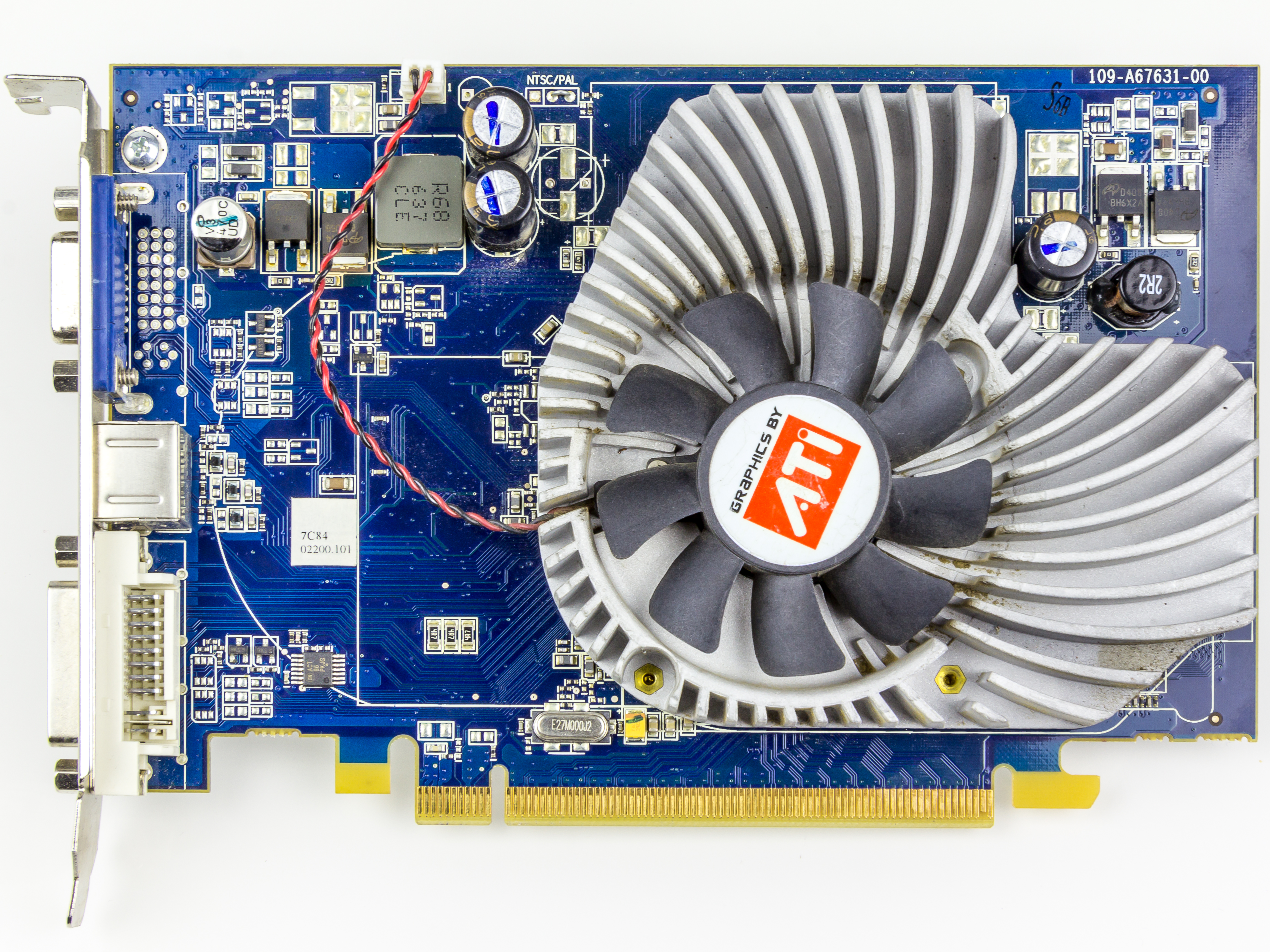
ATI Radeon X1650 Pro

La serie X1650 tiene dos partes: el X1650 Pro usa el núcleo RV535 (que es un núcleo RV530 fabricado en el nuevo proceso de 80 nm) y tiene un consumo de energía y una producción de calor más bajos que el X1600. La otra parte, la X1650XT, utiliza el núcleo RV570 más nuevo (también conocido como RV560) aunque tiene una potencia de procesamiento más baja (tenga en cuenta que el núcleo RV570 totalmente equipado alimenta la X1950Pro, una tarjeta de alto rendimiento) para igualar a su principal competidor, la tarjeta Nvidia 7600GT.

### Serie X1800
Originalmente el buque insignia de la serie X1000, la serie X1800 se lanzó con una recepción moderada debido al lanzamiento continuo y la ganancia de su competidor en ese momento, la serie GeForce 7 de NVIDIA. Cuando la X1800 ingresó al mercado a fines de 2005, fue la primera tarjeta de video de gama alta con una GPU de 90 nm. ATI optó por adaptar las tarjetas con 256 MB o 512 MB de memoria integrada (previendo un futuro de demandas cada vez mayores en el tamaño de la memoria local). El X1800XT PE estaba exclusivamente en 512 MB de memoria integrada. La X1800 reemplazó a la Radeon X850 basada en R480 como la GPU de rendimiento principal de ATI.
Con el lanzamiento retrasado del R520, su competencia fue mucho más impresionante que si el chip hubiera hecho su lanzamiento originalmente programado para primavera/verano. Al igual que su predecesor, el X850, el chip R520 lleva 4 "quads", lo que significa que tiene una capacidad de texturizado similar a la misma velocidad de reloj que su antecesor y la serie NVIDIA 6800. A diferencia de la X850, las unidades de sombreado de la R520 han mejorado enormemente: son compatibles con Shader Model 3 y recibieron algunos avances en el subproceso de sombreado que pueden mejorar en gran medida la eficiencia de las unidades de sombreado. A diferencia de la X1900, la X1800 tiene procesadores de sombreado de 16 píxeles y una proporción igual de capacidad de texturizado y sombreado de píxeles. El chip también aumenta el número de sombreadores de vértices de seis en el X800 a ocho. Con el proceso de fabricación low-K de 90 nm, estos chips de alto transistor aún podrían sincronizarse a frecuencias muy altas, lo que permite que la serie X1800 sea competitiva con las GPU con más canales pero velocidades de reloj más bajas, como las series NVIDIA 7800 y 7900 que usan 24 tuberías
El X1800 fue reemplazado rápidamente por el X1900 debido a su lanzamiento retrasado. El X1900 no se retrasó y siempre se planeó como el chip de "actualización de primavera". Sin embargo, debido a la gran cantidad de chips X1800 sin usar, ATI decidió matar un quad de canalizaciones de píxeles y venderlas como X1800GTO.

### Serie X1900 y X1950

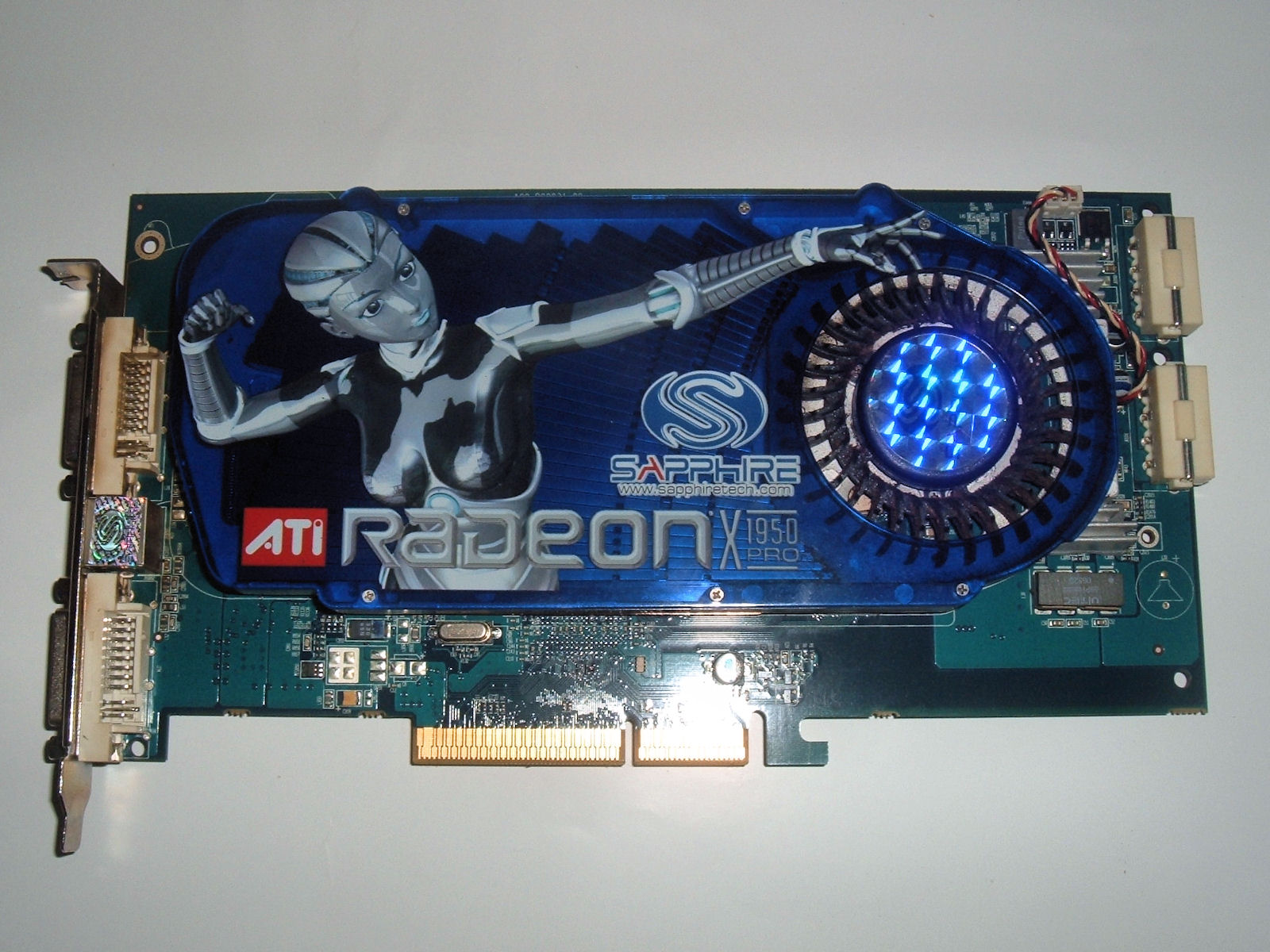
Sapphire Radeon X1950 Pro

Las series X1900 y X1950 corrigieron varias fallas en el diseño del X1800 y agregaron un aumento significativo en el rendimiento del sombreado de píxeles. El núcleo R580 es compatible con pines con los PCB R520, lo que significó que no fue necesario rediseñar el PCB X1800. Los tableros llevan 256 MB o 512 MB de memoria GDDR3 integrada según la variante. El principal cambio entre el R580 y el R520 es que ATI cambió la relación entre el procesador de sombreado de píxeles y el procesador de texturas. Las tarjetas X1900 tienen tres sombreadores de píxeles en cada tubería en lugar de uno, lo que da un total de 48 unidades de sombreador de píxeles. ATI dio este paso con la expectativa de que el futuro software 3D sea más intensivo en sombreado de píxeles.
En la segunda mitad de 2006, ATI presentó la Radeon X1950 XTX, que es una tarjeta gráfica que usa una GPU R580 revisada llamada R580+. R580+ es igual que R580 excepto que admite memoria GDDR4, una nueva tecnología DRAM de gráficos que ofrece un menor consumo de energía por reloj y ofrece un techo de frecuencia de reloj significativamente más alto. El X1950 XTX registra su RAM a 1 GHz (2 GHz DDR), que proporciona 64,0 GB/s de ancho de banda de memoria, una ventaja del 29 % sobre el X1900 XTX. La tarjeta se lanzó el 23 de agosto de 2006.
El X1950 Pro se lanzó el 17 de octubre de 2006 y estaba destinado a reemplazar al X1900GT en el competitivo segmento de mercado de menos de $ 200. La GPU X1950 Pro se basa en el núcleo RV570 de 80 nm con solo 12 unidades de textura y 36 sombreadores de píxeles, y es la primera tarjeta ATI que admite la implementación nativa de Crossfire mediante un par de conectores Crossfire internos, lo que elimina la necesidad de un dongle externo difícil de manejar que se encuentra en los sistemas Crossfire más antiguos.